# Benalla (Australie)
Pour les articles homonymes, voir Benalla.
Benalla est une ville du nord de l'État de Victoria en Australie. Fondée en 1846, elle compte un peu moins de 10 000 habitants en 2016.

## Géographie
Située dans l'état de Victoria à 188 km de Melbourne et à 40 de Wangaratta, Benalla se trouve sur le cours de la Broken River, une rivière sujette à des crues importantes. Elle est traversée par la voie de chemin de fer reliant Melbourne à Sydney.
Benalla compte 9 298 habitants en 2016.

## Histoire
L'endroit fut occupé en premier par le Révérend Joseph Docker en 1838 et appelé Benalta Run, transformation du nom aborigène local qui signifie « Érismature à barbillons », une espèce locale de canard. La ville fut fondée en 1846. Elle est célèbre pour ses roses.

## Personnalités liées
- Hector Waller (1900-1942), officier naval australien y est né

## Économie
L'économie de la ville repose sur l'agriculture, le tourisme, une fabrique de plastique, et une fabrique de munitions. Un terrain d'aviation (code AITA : BLN), ancien aéroport militaire pendant la Seconde Guerre mondiale, accueille le club de planeurs du Victoria (Gliding Club of Victoria), des montgolfières et des ULM.

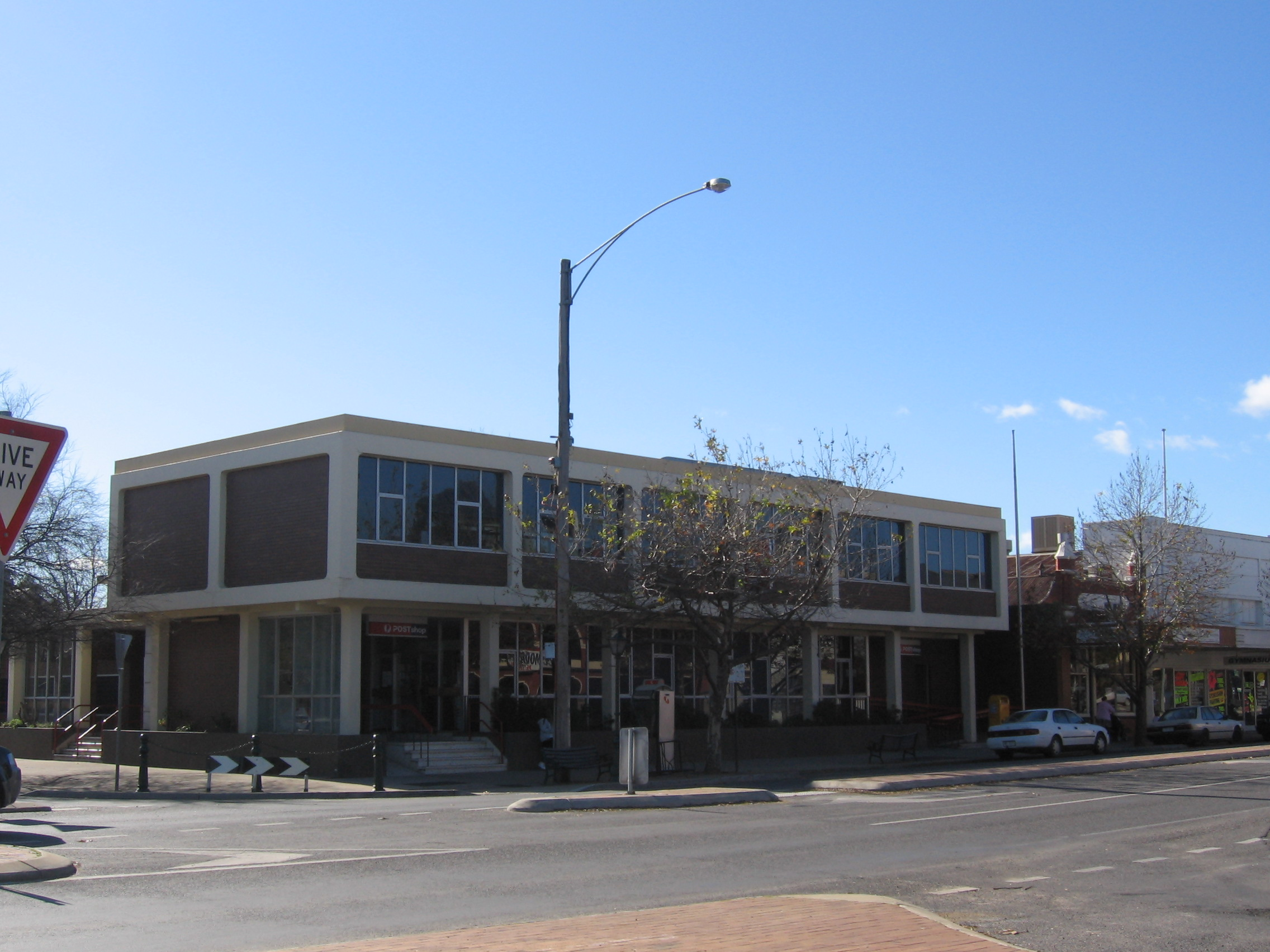
Le bureau de poste.
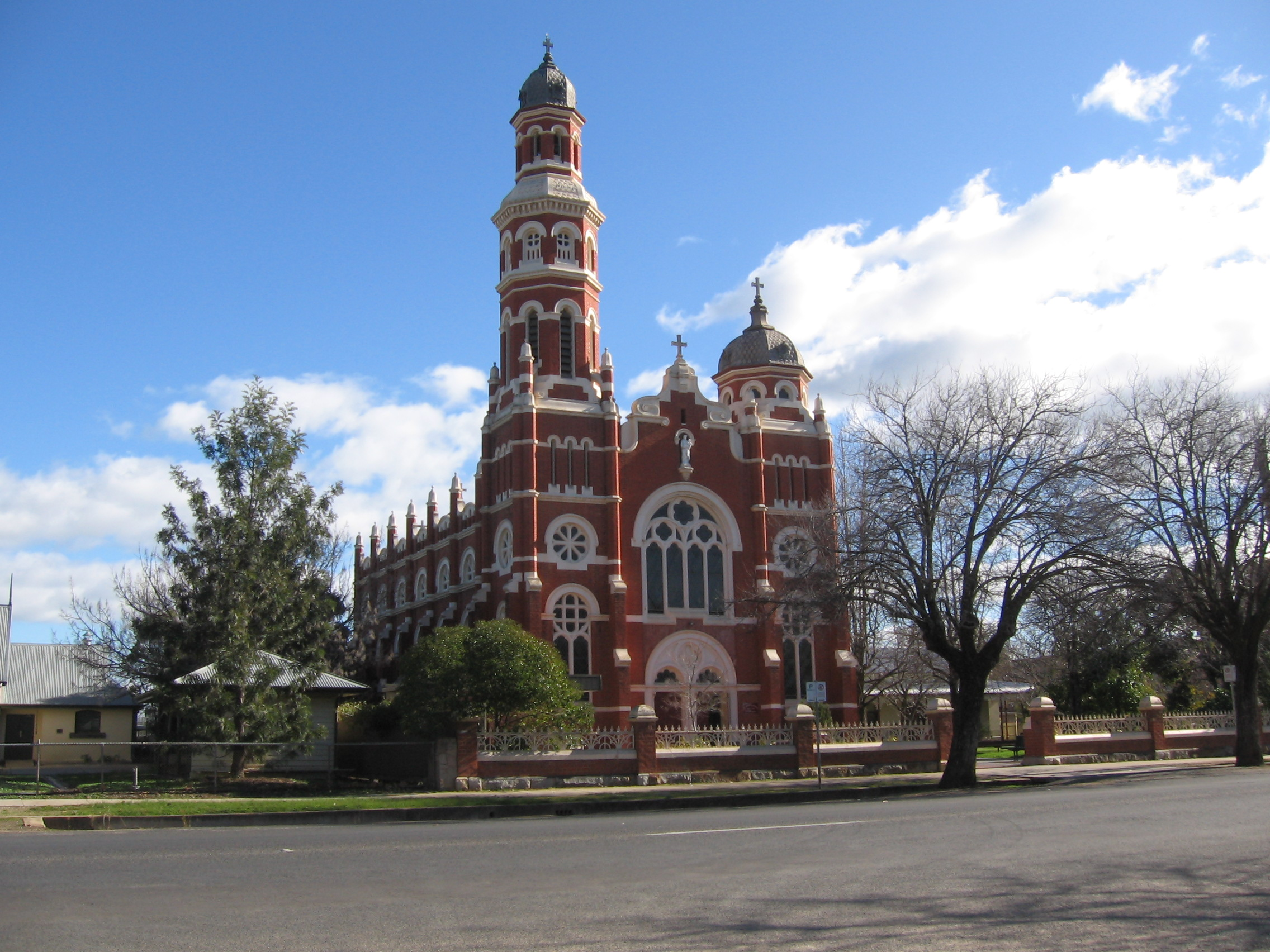
L'église catholique.
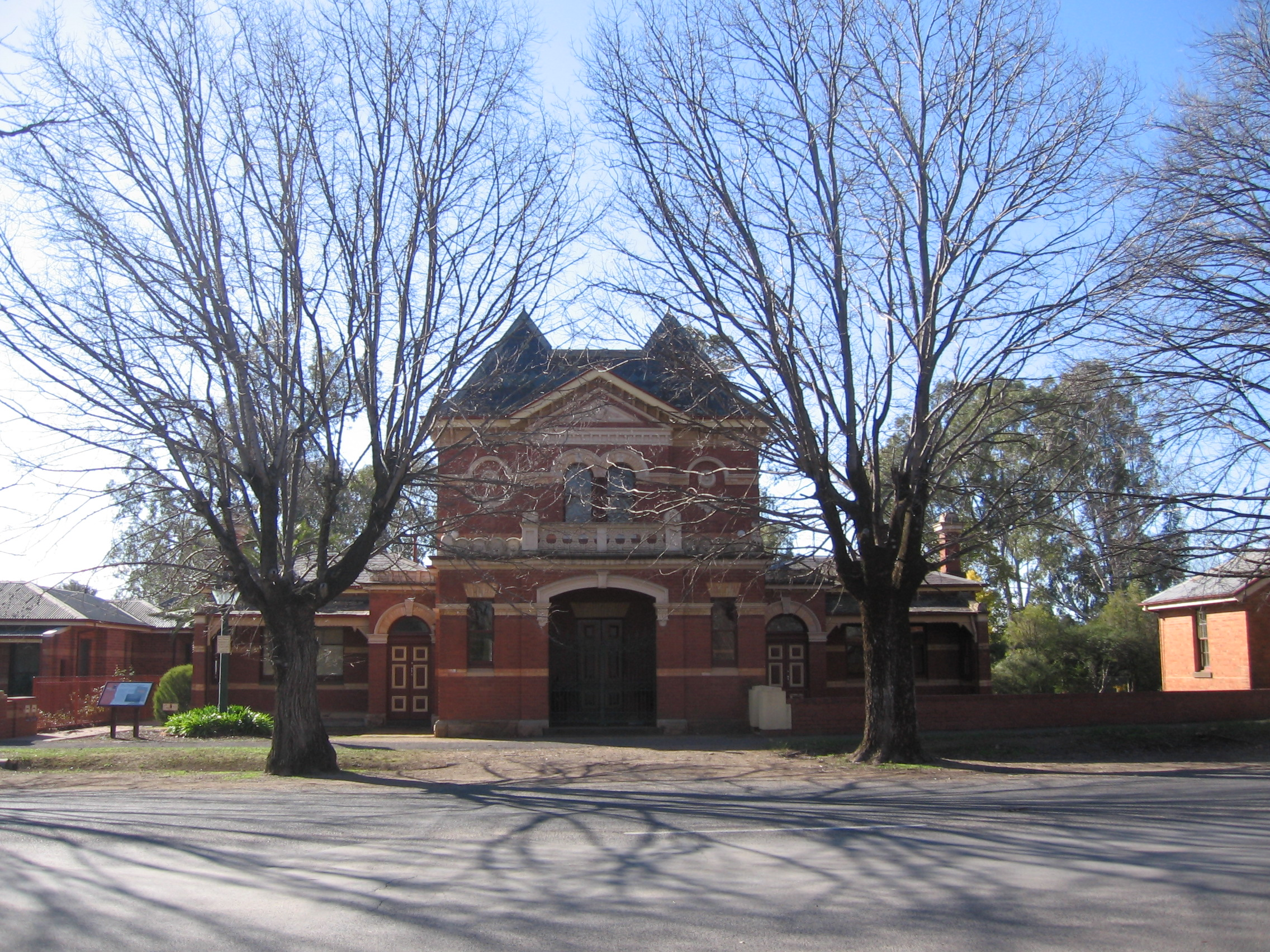
L'ancien palais de justice.